# 浅井純哉
浅井 純哉（あさい すみや、1957年7月13日 - ）は、日本の高校野球指導者。金沢高等学校や鵬学園高等学校の野球部監督を務めた。

## 来歴
石川県輪島市出身。金沢高等学校野球部OB内野手（甲子園出場経験はなし）。国士舘大学準硬式野球部では投手。
輪島市の高校で臨時職員として勤務した後、1981年（昭和56年）に母校・金沢高等学校へ戻り、野球部コーチ。責任教師を経て、1993年（平成5年）秋より野球部監督就任。2011年（平成23年）6月、育成功労賞を受賞。同年10月の山口国体を最後に勇退を発表した。後任は野球部長の岩井大。
2012年（平成24年）8月より鵬学園高等学校野球部監督就任。2022年（令和4年）の夏の公式戦をもって勇退を発表した。体調面の都合ではなく、就任10年目が一つの区切りであるとの判断によるものだった。
金沢高校時代は白山市（旧：美川町）の自宅を下宿として、輪島市など県内の遠隔地および希望する野球部員の面倒をみていた。野球部OBである大松尚逸も金沢市内に自宅がありながら、下宿生として生活していた。
2023年2月、いしかわ中日体育賞の指導・功労者賞を受賞。贈呈式では金沢高等学校時代の教え子である釜田佳直からのサプライズビデオメッセージが流された。

## 甲子園での成績
春：出場4回
- 1994年（平成6年） - 2年連続6回目の出場（星稜高と共に石川県勢初の複数校選出）

1回戦×江の川（島根県）戦で中野真博が完全試合達成
- 2001年（平成13年） - 7年ぶり7回目の出場
- 2004年（平成16年） - 3年ぶり8回目の出場
- 2011年（平成23年） - 7年ぶり9回目の出場

夏：出場7回
- 1996年（平成8年） - 3年ぶり7回目の出場

北海に勝ち、3回戦で前橋工に敗退
- 1997年（平成9年） - 2年連続8回目の出場

1回戦で仙台育英に敗退
- 2001年（平成13年） - 4年ぶり9回目の出場

滑川に勝ち、3回戦で平安に敗退
- 2003年（平成15年） - 2年ぶり10回目の出場

1回戦で木更津総合に敗退
- 2006年（平成18年） - 3年ぶり11回目の出場

浦和学院に勝ち、2回戦で智弁和歌山に敗退
- 2008年（平成20年） - 2年ぶり12回目の出場

1回戦は、諸問題により出場を危ぶまれた桐生第一（6-1で勝利）
2回戦では、同大会の優勝校である大阪桐蔭と延長10回の末5-6で惜敗
- 2011年（平成23年） - 3年ぶり13回目の出場

1回戦では伊勢工業に勝ち、続く2回戦では聖光学院にも勝ち、同校史上初の夏の大会2勝達成。3回戦では習志野に1－2と惜敗するも、ベスト16進出で国体出場も決める。